# Polizeiruf 110: Fischerkrieg
Fischerkrieg ist ein deutscher Kriminalfilm von Alexander Dierbach aus dem Jahr 2013. Es ist der 333. Film innerhalb der Filmreihe Polizeiruf 110 und der siebte Fall für Hauptkommissar Alexander Bukow (Charly Hübner) und die LKA-Beamtin Katrin König (Anneke Kim Sarnau). Die Haupt-Gaststars dieser Folge sind Klaus Manchen, Inga Busch, Jens Münchow und Michael Prelle.

## Handlung
Im Hafen wird die Leiche des Fischers Thomsen gefunden. Während der Untersuchungen tauchen Ronny Brandt, den Bukow von früher kennt, und dessen Vater Dieter am Tatort auf, verweigern aber jede Aussage. Außerdem erscheint die Journalistin Nina Berger, die weiß, dass die Tatwaffe eine Makarow war, und die auch das richtige Kaliber kennt.
Die Kriminalhauptkommissare Bukow und König finden auf dem Schiff des Opfers keinerlei Hinweise, entdecken aber ein Bundesverdienstkreuz, mit dem Thomsen für seine Tätigkeit als Fluchthelfer ausgezeichnet wurde. Kriminalkommissar Thiesler ermittelt außerdem, dass Thomsen an Hautkrebs im Endstadium litt. Der Matrose eines polnischen Trawlers versucht unterdessen, Ronny Brandt zu erdrosseln, verliert den Kampf jedoch und wird kurz darauf tot aufgefunden.
König befragt die Journalistin, woher sie ihre Informationen hat, kann aber von ihr nichts erfahren. Auf einigen von Bergers Fotos entdeckt sie einen Lkw, der Hannes Wondrak, einem Fischlieferanten, gehört. König verfolgt das Fahrzeug und landet vor dem „Klub“ von Veit Bukow, dem Vater ihres Kollegen.
Bei einem Gespräch mit Dieter Brandt erfährt Bukow inzwischen, dass der polnische Trawler verbotene Fangnetze nutzt und dass Ronny und Thomsen das Boot mit Buttersäure besprüht und die Netze zerschnitten hatten, kurz bevor Thomsen starb. Teammitglied Pöschel versucht unterdessen krampfhaft, nachdem er herausgefunden hat, dass Bukows Vater etwas mit dem Mord zu tun haben könnte, diesen zu überführen, und damit auch Bukow vom Chefsessel, auf dem er selbst gern sitzen würde, zu verdrängen. Als er eine Videoaufnahme findet, die beweist, dass Veit Bukow in der Nacht am Hafen war, sieht er sich bereits am Ziel.
Ronny organisiert am Abend die anderen Fischer, um den polnischen Trawler zu versenken, wird aber von Bukow rechtzeitig verhaftet. Um an Informationen zu kommen, lockt Bukow anschließend den polnischen Kapitän von seinem Schiff, erfährt aber nur, dass Dieter Brandt Recht hatte und die Polen tatsächlich illegale Netze verwendet haben. Brandt bestreitet, dass irgendein Mitglied seiner Besatzung etwas mit dem Mord an Thomsen zu tun hätte.
König findet inzwischen heraus, dass Thomsen die Schnittstelle beim Verkauf von illegal gefangenem Edelfisch war. Sie glaubt, dass Bukows Vater als Hintermann fungierte. Pöschel findet außerdem die Patronenhülse in Veit Bukows Wagen, was diesen praktisch des Mordes überführt. Röder entzieht Bukow daher den Fall und übergibt ihn König. Diese ermittelt, dass der illegale Fischhandel nur ein Nebengeschäft ist und dass Wondrak in seinem Lkw Flüchtlinge schmuggelt. König befragt daraufhin noch einmal die Journalistin, die schließlich zugibt, gerade eine Geschichte über Menschenschmuggel zu schreiben.
Während Pöschel „Veits Klub“ durchsucht, bricht Bukow in Königs Büro ein, um die Fallakte seines Vaters lesen zu können. So kommt er Wondrak auf die Spur, der behauptet, Veit habe einen irakischen Flüchtling erschossen. Es stellt sich heraus, dass Veit Bukow der Kopf der Fluchthelfer ist und das bereits seit DDR-Zeiten.
König findet heraus, dass Thomsen den irakischen Flüchtling erschossen hat und daraufhin von Veit Bukow bestraft wurde, indem er dessen Anteil von nun an einer irakischen Schule gespendet hat. Daraufhin wollte sich Thomsen an Bukow rächen und inszenierte seinen eigenen Tod, da er ohnehin sterbenskrank war, um Veit Bukow damit zu belasten. Er platzierte die Patronenhülse in dessen Wagen, nachdem er auch noch durch die Journalistin unter Druck geriet. Da er noch einen Gehilfen brauchte, kam Wondrak ins Spiel. Schließlich hätte dieser nach einer Verurteilung Veit Bukows dessen Geschäfte weiterführen können. Wondrak, der sich überführt sieht, gibt zu, Thomsen auf seinen Wunsch hin erschossen und von seinen Schmerzen befreit zu haben. Unmittelbar nach seinem  Geständnis erschießt sich Wondrak.

## Rezeption

### Einschaltquote
Die Erstausstrahlung am 20. Januar 2013 erreichte 8,4 Mio. Zuschauer, was einer Einschaltquote von 22,4 % entsprach.

### Kritiken
Quotenmeter.de bescheinigte dem Film „Abwechslung vom üblichen öffentlich-rechtlichen Kriminalreihen-Alltag“ zu bieten. Zum einen wird der filmübergreifende Handlungsstrang gelobt, zum anderen die „nahtlose“ Kombination der „Subplots über die Ermittler“, des „verschachtelten Mordfalles“ und der „relevanten, auf Bundesebene aber kaum diskutierten Politthemen rund um die Ostseefischerei“.
Die Frankfurter Allgemeine Zeitung lobte den Polizeiruf als sehr gut komponierten Film, „der sich in einem Spannungsfeld von vielerlei privaten und beruflichen Interessen bewegt, der viele Fäden spinnt, verliert, wiederaufgreift oder ins Offene laufen lässt“ und kommt zu dem Schluss: „Fischerkrieg ist einfach ziemlich gut gelungen.“
Der Spiegel bescheinigt dem Film „Rostocker Milieu-Minimalismus“, der sich aber „allzu große Sentimentalität“ untersagt. Die Stärke des Rostocker Polizeirufes zeige sich auch daran, wie „auch an dem breit aufgestellten Gauner [Bukows Vater] gesellschaftsphilosophischen Fragen durchgespielt werden: Dafür, dass Bukow senior […] DDR-Flüchtlinge gegen Geld über die Ostsee in den Westen gebracht haben, wurden sie später als Heroen gefeiert. Doch wer heute arme Schlucker auf dem gleichen Weg über die Grenze bringt, gilt als Schlepper.“

### Auszeichnung
Charly Hübner erhielt für seine Darstellung in Fischerkrieg den Bayerischen Fernsehpreis. Die Jury urteilte: „Neben seiner Kollegin, der LKA Profilerin Katrin König, gespielt von Anneke Kim Sarnau, spielt Charly Hübner eine ungemein reizvolle Mischung aus Bulle und Bösewicht.“